# Río Brent
El río Brent es un afluente del Támesis que discurre por el oeste y el noroeste de Londres, Inglaterra. Con una longitud de 17,9 millas (28,8 km), nace en el Municipio de Barnet y fluye en dirección predominantemente suroeste, antes de unirse al tramo de carrera de marea del Támesis en Brentford.

## Origen del nombre
Una carta del obispo de Londres en 705 que sugiere una reunión en Breġuntford, ahora Brentford, es el registro más antiguo de este lugar y probablemente, por lo tanto, del río, lo que sugiere que el nombre puede estar relacionado con el término céltico * brigant- que significa "alto" o "elevado", quizás relacionado con la diosa Brigantia.

## Geología, topografía e historia natural

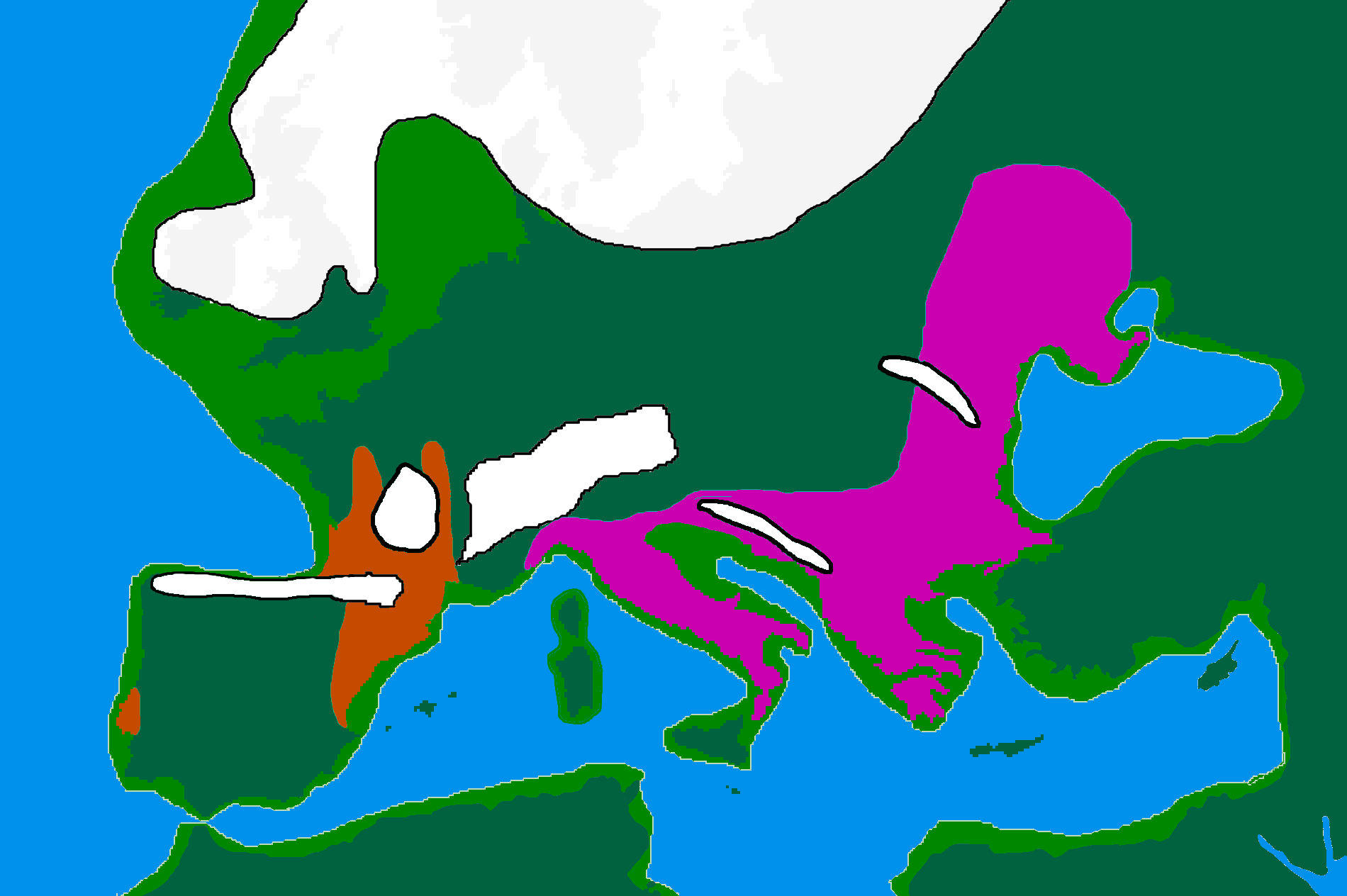
Último Máximo Glacial en Europa, hace 20.000 años. El Támesis era un río que se unía al Rin, en el sur de la cuenca del Mar del Norte en aquella época.
Culturas solutrense y Proto Solutrense
Cultura Epi gravetiense

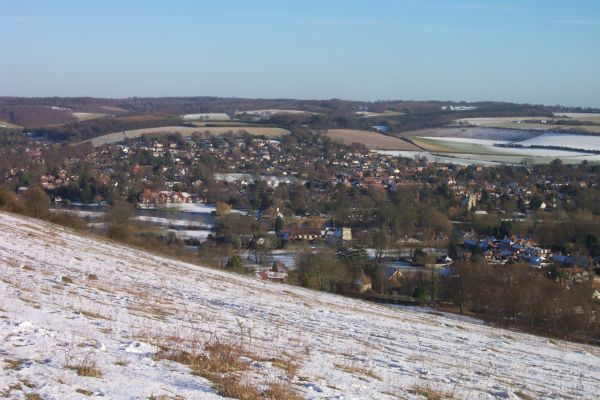
Goring Gap, donde el Támesis atravesaba las colinas de Chiltern, visto desde Lardon Chase

El río Támesis se puede identificar por primera vez como una línea de drenaje diferenciada hace unos 58 millones de años, en la etapa thanetiense de la época del paleoceno tardío. Hasta hace aproximadamente medio millón de años, el Támesis fluía en su curso actual a través de lo que ahora es Oxfordshire, antes de girar hacia el noreste a través de Hertfordshire y Anglia Oriental para llegar a Mar del Norte cerca de Ipswich. En aquella época, las cabeceras del sistema fluvial se encontraban en las Midlands Occidentales inglesas y, ocasionalmente, pudieron haber recibido caudales desde la cordillera Berwyn en Gales del Norte. El río Brent y la formación de su valle fue el resultado de la acción glacial durante la glaciación que había comenzado hace unos 500.000 años. En aquel período de principios del neógeno, el principal canal de drenaje de esta parte de Inglaterra, el "proto-Támesis", estaba 25 millas (40,2 km) al norte de Brentford y se dirigía hacia el este a través de la depresión de Saint Albans. El río Brent y los afluentes adyacentes, el Colne Brook y los que están río abajo, como el río Lea, desembocaban en este antiguo Támesis más al norte, o formaban el curso inicial del río Támesis actual.
La formación de un indlandsis con la edad de hielo del Período Cuaternario, hace unos 450.000 años, represó el río en Hertfordshire, generando grandes lagos de hielo que finalmente se desbordaron y provocaron que el río se desviara hacia su curso actual a través de Londres. Progresivamente en esta edad de hielo, el canal del norte fue empujado hacia el sur para formar un lago, ahora la depresión de St Albans, por los repetidos avances de la capa de hielo. Esto generó la presión necesaria para formar el Goring Gap y un nuevo cauce a través de Berkshire, uniéndose con el río Kennet (que formó la antigua cabecera sur) y dirigiéndose hacia Londres, después de lo cual el río se reincorporó a su curso original en el sur de Essex, cerca del actual estuario del río Blackwater, donde desembocaba en un importante lago de agua dulce que ocupaba la cuenca sur del Mar del Norte. Un episodio torrencial producido por la ruptura de este lago (ahora un mar) fue una de las principales causas de la formación de la brecha del paso de Calais entre Gran Bretaña y Francia. El desarrollo posterior condujo a la continuación del curso que sigue el río en la actualidad.
La mayor parte del lecho rocoso del valle de Aylesbury se compone principalmente de arcilla y de creta, que se formaron al final de la glaciación y que durante un tiempo estuvieron bajo el proto-Támesis, creando vastas reservas subterráneas de agua que hacen que el nivel freático sea más alto que el promedio en el valle de Aylesbury desde Thame a Hemel Hempstead.
El último avance de ese flujo de hielo que cubría Escandinavia progresó tanto hacia el sur, que llegó a cubrir gran parte del noroeste del Gran Londres y finalmente obligó al proto-Támesis a tomar aproximadamente su curso actual. En el apogeo de la última edad de hielo, y hasta alrededor del año 10.000 a. C., Gran Bretaña estaba conectada a Europa continental por una gran extensión de tierra pantanosa (que ocupaba la cuenca sur del Mar del Norte), conocida como Doggerland. Este flujo forzado hacia el sur desde la costa este de Essex, hizo que el Támesis se encontrara con el Rin, el Mosa y el Escalda que fluyen desde lo que ahora son los Países Bajos y Bélgica. Estos ríos formaban un solo río: el río del Canal (Fleuve Manche) que atravesaba el estrecho de Dover y desembocaba en el Océano Atlántico en el canal de la Mancha occidental.

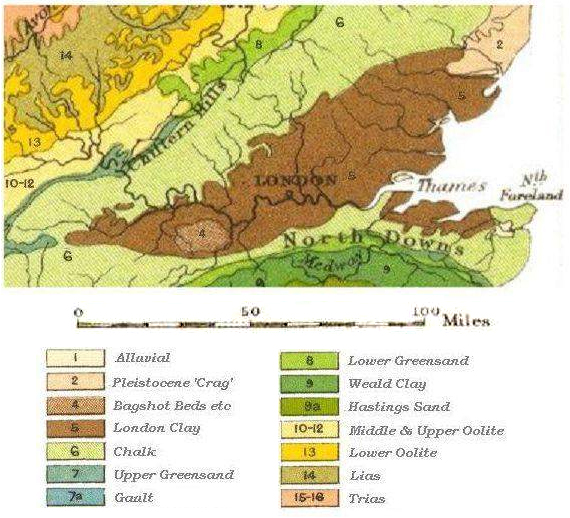
Un mapa geológico de la cuenca de Londres; la zona de las arcillas de Londres está marcada en marrón oscuro

La capa de hielo que se detuvo cerca de Finchley depositó la denominada arcilla de Boulder (con grava mezclada) para formar Dollis Hill y Hanger Hill. Su torrente de agua de deshielo brotó a través del Finchley Gap y hacia el sur en dirección al nuevo curso del Támesis, y procedió a excavar el valle del Brent en el proceso. Sobre los lados del valle se pueden ver otras terrazas de tierra de ladrillos; superpuesta y a vece intercalada con las arcillas. Estos depósitos fueron traídos por los vientos durante los períodos periglaciares, lo que sugiere que las marismas amplias y planas formaban entonces parte del paisaje, que el nuevo río Brent procedió a modelar. La pendiente de los lados del valle es testigo de los niveles del mar mucho más bajos causados por la glaciación al atrapar grandes volúmenes de agua helada sobre las masas de tierra. La mayor energía potencial generada por los desniveles más pronunciados, hizo que el agua del río fluyese con gran velocidad hacia el mar y erosionase su lecho rápidamente.
La superficie terrestre original estaba unos 350 a 400 pies (106,7 a 121,9 m) por encima del nivel actual del mar, y estaba formada por depósitos arenosos de un mar antiguo, situadas sobre capas de arcilla sedimentarias (la conocida arcilla de Londres azul). Todos los materiales erosionados procedentes de esta superficie terrestre más alta, sometidos a la acción de clasificación inducidos por estos cambios en el flujo y la dirección del agua, formaron lo que se conoce como las terrazas aluviales del Támesis. Sin embargo, desde la época romana y quizás antes, el rebote isostático generado por la desaparición del peso de las capas de hielo anteriores, y su interacción con el cambio eustático en el nivel del mar, significó que el antiguo valle del río Brent, junto con el del Támesis, volviera a ser receptor de sedimentos. Por lo tanto, en gran parte del curso actual del Brent, se pueden distinguir praderas sobre ricos aluviones, que aumentan con las frecuentes inundaciones.

## Historia humana

### Historia prerromana a normanda
Tan extensos han sido los cambios en este paisaje, que las pocas evidencias de la presencia del hombre antes de que llegara el hielo inevitablemente han mostrado signos de haber sido transportados por el agua, y no revelan nada específicamente local. Del mismo modo, la evidencia posterior de ocupación, incluso desde la llegada de los romanos, puede estar junto a las orillas originales del Brent, pero ha quedado enterrada bajo siglos de sedimentos.
El asentamiento prerromano más destacado en el río Brent aparentemente estaba en Brentford. Este emplazamiento de la Edad del Bronce es anterior a la ocupación romana de Gran Bretaña y, por lo tanto, anterior a la fundación de Londres. Se han excavado muchos artefactos prerromanos en el área de Brentford y sus alrededores, conocida como "Vieja Inglaterra". La calidad y cantidad de los artefactos sugiere que Brentford fue un punto de encuentro para las tribus prerromanas. Una pieza bien conocida de la Edad del Hierro de aproximadamente 100 a. C. al 50 d. C. es el Brentford horn-cup, un accesorio de un carro ceremonial que formaba parte de la colección del anticuario local Thomas Layton, ahora en manos del Museo de Londres. También se han encontrado artefactos romanos de difícil identificación en el río Brent, tanto en Brentford como en Hanwell, lo que sugiere que una ruta comercial puede haber utilizado el río para comerciar con las primeras aldeas en la época romana y post-romana.
Sin embargo, ¿se puede considerar al río Brent como una frontera en el sentido de que la cualidad que poseía de dividir la tierra era lo suficientemente notable como para recibir un título tan descriptivo? El valle del río Brent en 705 se habría visto muy diferente al actual. Antes del dragado moderno, el río era más ancho y menos profundo. Con anterioridad a la construcción de sus presas, el embalse de Brent y el Grand Union Canal (y su ramal a Paddington, que recibe gran parte de las aguas del Brent), el río se habría inundado con más frecuencia que en la actualidad. Por lo tanto, el suelo del valle aluvial habría sido un pantano. En Google Earth, todavía son visibles los signos de muchos de los antiguos canales de drenaje que convirtieron el pantano en una pradera inundada. Bordeando estos pantanos se hallarían densos matorrales de espinos y sauces. Se puede establecer un vínculo con el área local, las llanuras del sudoeste de Middlesex, donde los anglosajones fundaron los cientos (antiguas divisiones del terreno) de Elthorne y de Spelthorne, cuyos nombres originales pueden hacer referencia a la densa vegetación de la zona.

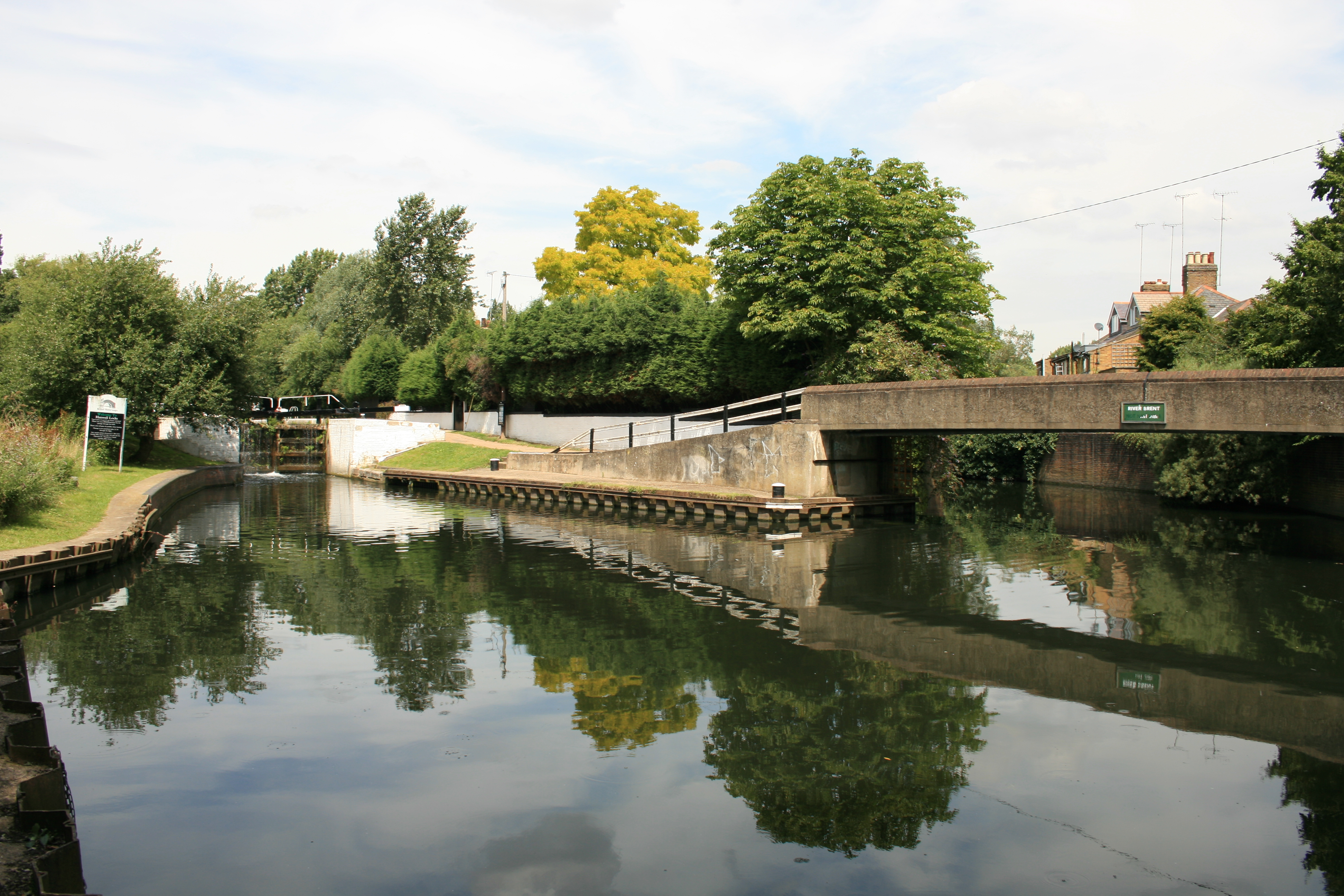
El Canal Grand Union uniéndose al río Brent al final de Green Lane. Las compuertas se encuentran en el emplazamiento del antiguo puente de Billetts Hart

La referencia más antigua que se conserva del entonces pueblo de Hanwell es de 959, cuando se registra como "Hanewelle" como garantía, cuando Alfwyn (un sajón) empeñó su tierra a cambio de dinero para iniciar una peregrinación. En el siglo X, la localidad era solo un pequeño caserío a orillas del río.
Otra conjetura es que una de las posibles etimologías dadas para esta antigua parroquia de Hanwell es 'Han', como el término sajón con el significado de mojón; y 'well', como la palabra sajona para denominar un pozo de agua dulce o un manantial. La Casa Rectoral de la iglesia parroquial de Santa María tiene una gran piedra de una tonelada de peso en su jardín (que podría ser el hito o mojón del que se ha hablado). Un gran terrateniente e historiador también presentó la observación de que esta circunstancia parecía alinearse con lo que él mantenía como rastros de la parroquia dividida en la unidad de área de tierra romana centuria, lo que indica que usaron esta piedra como referencia. Sin embargo, la posición de los límites de los campos y de los caminos aún esperan ser analizados estadísticamente para probar esta hipótesis.
Sin embargo, una inspección superficial de los antiguos mapas del Ordnance Survey, combinada con una apreciación de cómo los setos y los caminos limítrofes se desplazan con el tiempo y el uso, sugiere fuertemente que se aproximaron a las dimensiones de los "limes quintariales" del sistema de campo romano en un grado que supera con creces lo que cabría esperar solo por casualidad. La parroquia de Hanwell era muy estrecha en dirección este-oeste. La carta de 705 convocando una reunión en Brentford para resolver una disputa entre los sajones orientales y los sajones occidentales, y en fecha tan temprana parece que el Brent fue reconocido como un punto intermedio o límite aceptado por todos. Otras reuniones históricamente importantes posteriores también cuentan con registros referidos a este lugar.
Retrocediendo un poco más, la evidencia etimológica de que los sajones occidentales cambiaron el nombre de los asentamientos hacia el oeste, incluido el Chilterns hacia el noroeste, se puede ver en sus muchas terminaciones de nombres de lugares, como "field", "ham", "ton" y "worth", pero al llegar al Brent casi desaparecen: el curso del río presenta un límite entre las tierras nombradas por los sajones invasores al oeste y las tierras que conservan los últimos vestigios del Londres romano-británico que duró hasta finales del siglo V, teniendo en muchos casos nombres más antiguos.
Una evidencia del asentamiento romano, descubierta por la Sociedad Arqueológica de Hendon, se materializó en el hallazgo del enterramiento de un niño sin cabeza en una urna, que se encontró en las cercanías de Sunny Hill Park. Por otro lado, el señorío de Hendon se describe en el Libro de Domesday (1087), pero el nombre anglosajón [æt þǣm] hēam dūne, que significa '[en la] colina alta', es anterior.

### Historia post-normanda
El curso del río ha demarcado divisiones subtribales y luego administrativas. Marcó el límite de Middlesex y Hertfordshire y, en un nivel más bajo y menos importante, entre Gore Hundred y Liberty of St Albans (también conocido como el "Cien" de Cashio).
En la Edad Media, la malaria había llegado a Gran Bretaña, convirtiéndose en un endemismo en el sur de la isla. Los casos principales se produjeron entre pastores (esquilando lana en la zona de los pantanos) y los pescadores del Támesis, así como en Romney Marsh. Este hecho hizo que los principales afluentes del Támesis inferior pudieron haber sido vistos durante un tiempo como insalubres para el asentamiento en sus orillas inmediatas. Algunas frases hechas relativas a los pantanos pueden datar de este período. En los lugares donde las capas de grava del río formaban un lecho firme, era posible vadear el cauce. Algunos de estos lugares de vadeo fueron el cruce de la calzada romana en Brentford, elevado a la categoría de puente en la época medieval, financiado en parte por un pequeño impuesto a los judíos que lo cruzaban; Green Lanes en Hanwell (un recordatorio de que se trataba de un antiguo paso para carretas), donde la palabra "green" ('verde') significa que el ganado podía pastar durante el viaje; y Hanwell Bridge en Uxbridge Road. Con solo unos pocos lugares vadeables en el curso del río, presentaba una barrera defensiva natural ideal.
La parroquia original de Hanwell comprendía Boston Manor y Brentford, y se extendía tres millas y media al norte desde el cauce del río, pero en aproximadamente una séptima parte de su ancho máximo. Separaba la parroquia de Norwood Green (oeste) y Ealing (específicamente la mansión de Gunnersbury) al este. Al norte limitaba con Greenford y Perivale aprovechando también el río. Hanwell tiene solo un poco más de 3000 pies (900 m) de ancho sobre la línea este-oeste del trazado de Uxbridge Road. El cauce del río, antes del drenaje de las marismas, formaba un límite natural entre las diferentes tribus prerromanas y postrromanas del sureste de Inglaterra.
Ciertos relatos de la época del romanticismo plantean especulaciones a partir de su propensión a sugerir vínculos regulares con los druidas, o con algunas deidades religiosas antiguas, todo lo cual aludía más a fantasías con las que deleitar a los lectores de la nueva moda en diarios de viaje, que al resultado de cualquier estudio serio, por lo que la verdadera historia del río Brent no se puede basar en estos relatos.
El barrio londinense de Brent tomó su nombre del río cuando, en 1965, los municipios de Willesden y Wembley eligieron un nombre común cuando se unieron. Esto también se refleja en el escudo de armas del concejo de Brent, que muestra un río estilizado.

### Primeras referencias registradas
Brentford fue un sitio probable de una batalla registrada por Julio César que libró contra el rey local Cassivellaunus, en el año 54 a. C.
Una carta del obispo de Londres en 705 que sugiere una reunión en Breguntford, actualmente Brentford, es el registro documental más antiguo de este lugar y del río.

## Curso del río

### Desde la fuente y Dollis Brook hasta el embalse de Brent

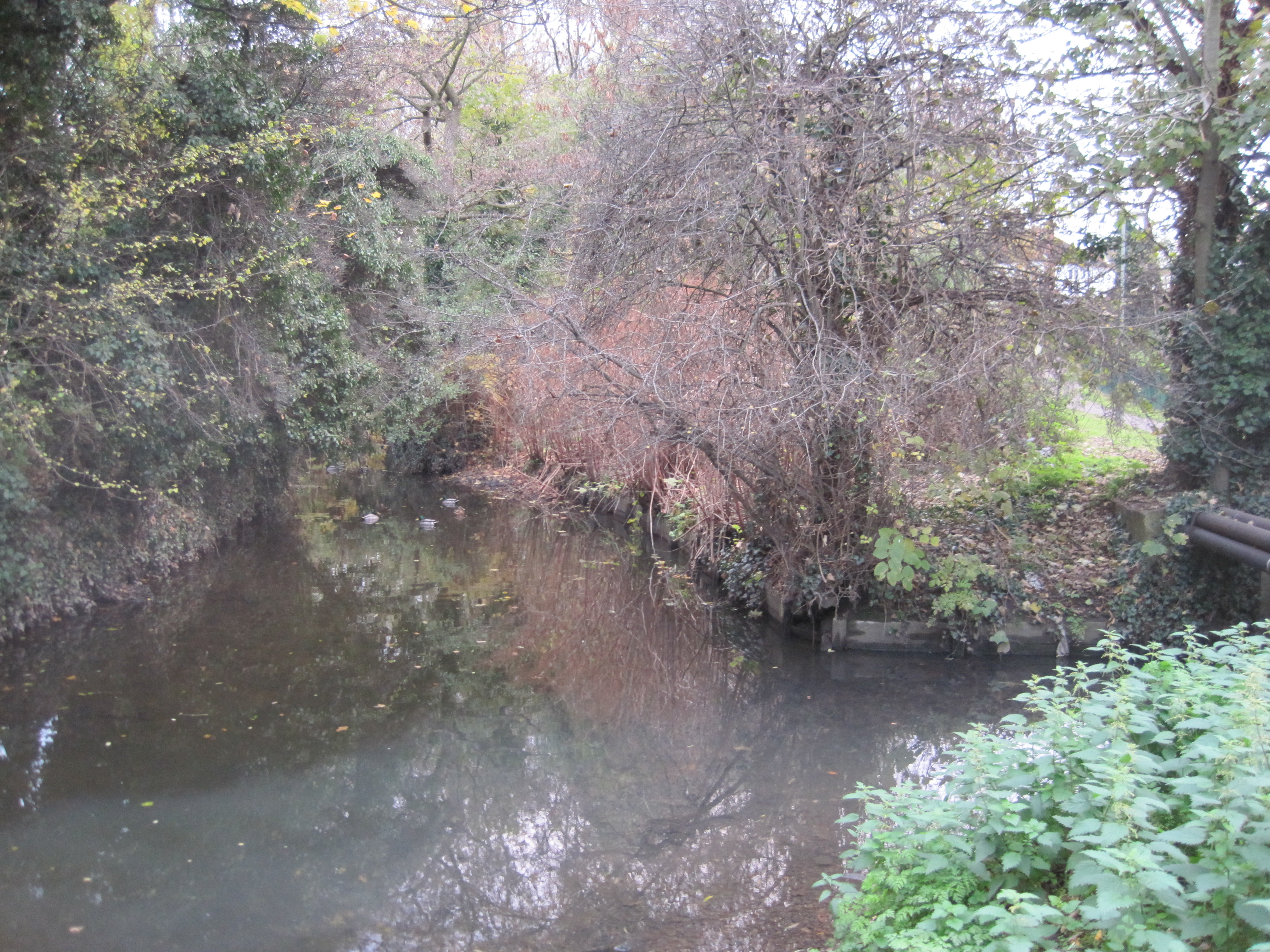
El origen del río Brent en Hendon, con el Dollis Brook a la izquierda y el Mutton Brook a la derecha

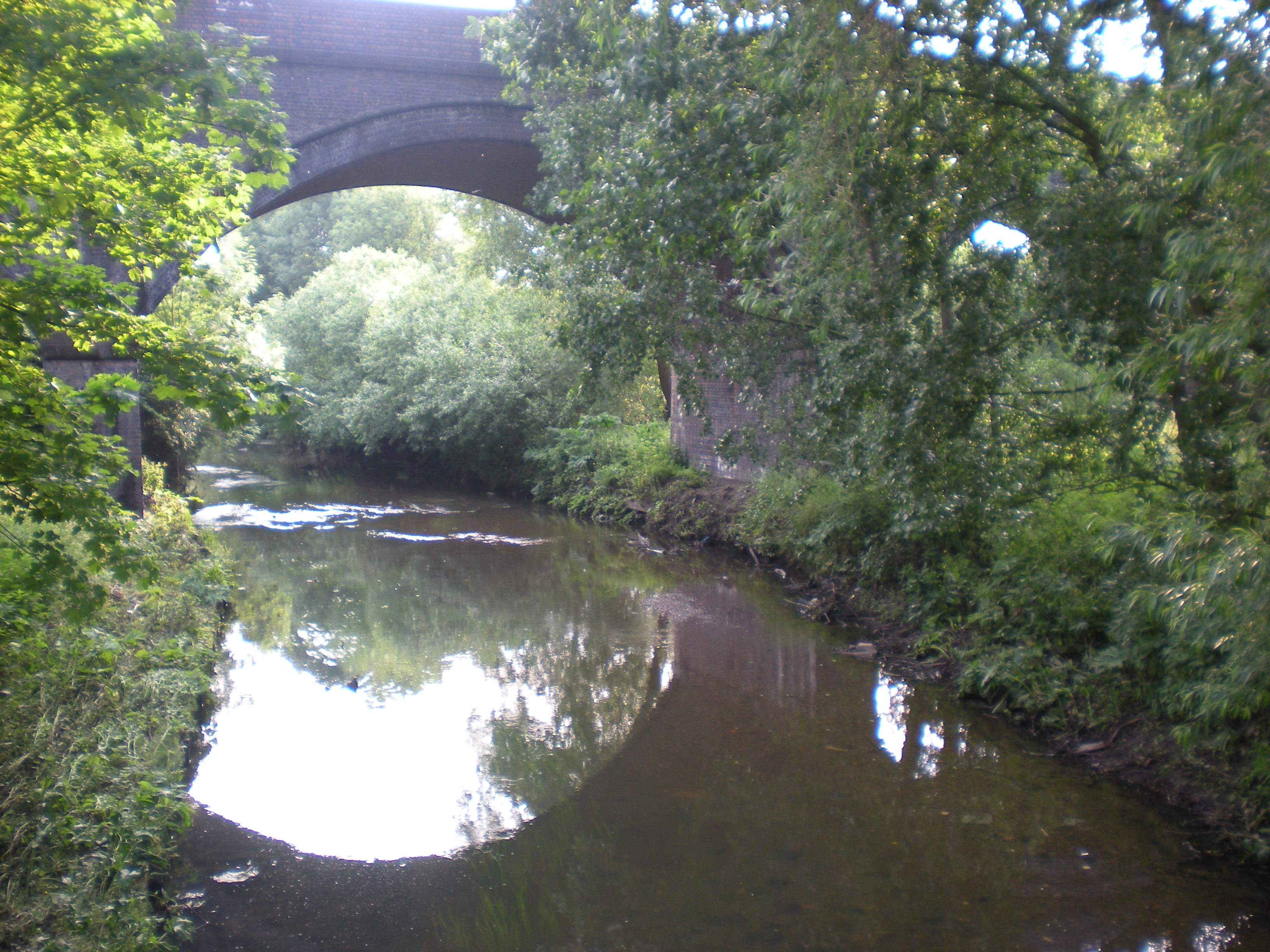
El río Brent cerca de la Brentside High School, en Hanwell

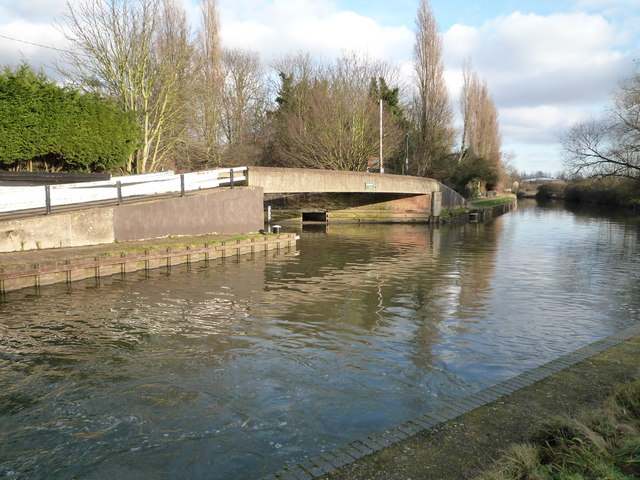
El Grand Union Canal en su confluencia con el río Brent

El río Brent comienza en la confluencia de dos arroyos, el Dollis Brook y Mutton Brook, localizada cerca de Bridge Lane en Hendon, en el municipio de Barnet.
Su afluente principal es el Dollis Brook, de alrededor de 6 millas (10 km) de largo, que nace en el espacio abierto del monte Moat, en Mill Hill, y fluye hacia el este a través de campos y espacios abiertos hasta los campos de juego del rey Jorge V en Totteridge. A continuación gira hacia el sur y pasa entre Totteridge y Whetstone. Un afluente, el Folly Brook, se encuentra con el arroyo de Dollis no lejos de la estación del metro de Woodside Park. El Dollis luego fluye a través de Church End (Finchley) hasta Hendon.
El arroyo de Mutton tiene su origen en el bosque de Cherry Tree, en East Finchley. Fluye hacia el oeste bajo tierra, hasta que sale a la superficie poco después de The Bishop's Avenue, y luego se dirige a través de parques junto a Lyttelton Road, Falloden Way y North Circular Road para encontrarse con el arroyo de Dollis.
Un pequeño arroyo llamado Decoy Brook nace en Turner's Wood, en el barrio de Hampstead Garden, y atraviesa Temple Fortune para unirse al Brent en Riverside Drive, en Hendon. Otro cauce, el Clitterhouse Stream, tiene su origen en dos surgencias en las laderas occidentales de Hampstead Heath. Un arroyo alimenta el Leg of Mutton Pond en West Heath y el estanque de patos inferior de Golders Hill Park. En la orilla del arroyo junto a Leg of Mutton Pond se localizó un campamento de la Edad de Piedra, que fue excavado por la Sociedad Arqueológica de Hendon y el Distrito en la década de 1970. Otro arroyo alimenta el estanque de patos superior en Golders Hill Park y luego fluye para fusionarse con la otra rama en el estanque de patos inferior. Desde Golders Hill Park, el arroyo fluye bajo tierra aproximadamente en paralelo con Dunstan Road hasta Childs Hill Park. En Granville Road, en el extremo sur del parque, una industria de lavandería usó el agua limpia del arroyo al igual que una industria de viveros, pero todas estas actividades han desaparecido. Desde Granville Road, la corriente fluye bajo tierra para emerger en Clitterhouse Playing Fields y unirse al Brent en el entorno del centro comercial de Brent Cross.
El río Brent fluye bajo la Ronda Norte A406 a través de Brent Park y luego bajo la Línea Norte del Metro de Londres hasta Brent Cross y el embalse de Brent, donde se une a otro afluente, el Silk Stream. Hay varios afluentes del Silk Stream, incluidos el Burnt Oak Brook, el Edgware Brook y el Deans Brook.

### Desde el embalse de Brent hasta Brentford
Desde aquí, siguiendo de cerca la Ronda Norte, el río pasa junto a la Estación de Stonebridge Park, donde se une al Wembley (Rowlands) Brook, que nace en el Vale Farm, cerca de Sudbury. El río continúa bajo un acueducto, que da continuidad al brazo de Paddington del Grand Union Canal. Desde Stonebridge Park, el río gira hacia el oeste y fluye por debajo de la A40 Western Avenue, sigue hacia el paseo de Lilburne en dirección al Tokyngton Recreation Ground en Harlesden y atraviesa el parque del río Brent a lo largo de tres millas hasta llegar a Perivale. Luego pasa por Perivale Park, bordea la pista de atletismo local, pasa por debajo del puente del ferrocarril y entra en Stockdove Way cruzando Argyle Road coincidiendo con el semáforo hacia Perivale Lane, donde se une con el sendero peatonal/para bicicletas en St Mary's the Virgin Perivale hasta Pitshanger Park. El río atraviesa los prados de Longfield/Perivale East Meadow y Pitshanger Riverside.
Esta parte del río, a su paso por el límite sur del campo de golf de Perivale Park, se une desde el norte con el arroyo de Costons Brook. En la década de 1960 se realizó un dragado profundo y se construyó un dique de control para reducir el riesgo de inundaciones, especialmente en Costons Lane, donde se construyó un muro de protección contra las inundaciones.
A continuación, el río gira hacia el sur nuevamente en Greenford Bridge hasta Hanwell, a lo largo de una milla a través de los campos. El río discurre junto al carril bici local, en la acera norte sobre el puente de Greenford y hacia Costons Lane antes de girar hacia el este en dirección a Perivale Park.
El río continúa hacia el sureste pasando la iglesia de St. Mary. Fluye bajo el Great Western Railway en el Viaducto de Wharncliffe, de 900 pies de largo (270 m), un puente ferroviario de gran envergadura que transporta la línea principal de ferrocarril desde Paddington hasta el oeste de Inglaterra.
Aproximadamente a unos 500 metros (546,8 yd), el río Brent se une desde el oeste con la línea principal del Grand Union Canal al pie de las esclusas de Hanwell, debajo de la esclusa 97. Desde aquí, el Brent está canalizado y es navegable: el río y el canal pasan por la esclusa de Osterley (98), la esclusa de Clitheroe (99) y las esclusas de Brentford Gauging (100). Finalmente se une al río Támesis en las esclusas de marea del Támesis (101) de Old Brentford, una milla río arriba del puente de Kew.
El río se cruza con el Anillo de la Capital de norte a sur, en la Sección 8, que lo bordea desde la esclusa de Osterley hasta Greenford.

## Patrimonio industrial

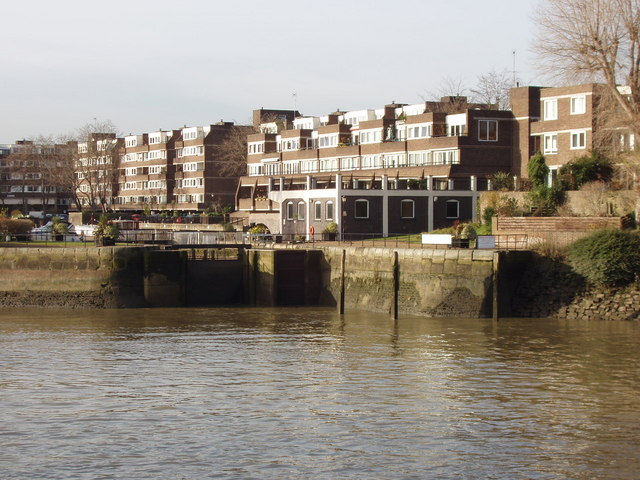
Brentford Dock y Justin Close Brentford Dock, es una cuenca frente al Támesis con viviendas modernas a su alrededor

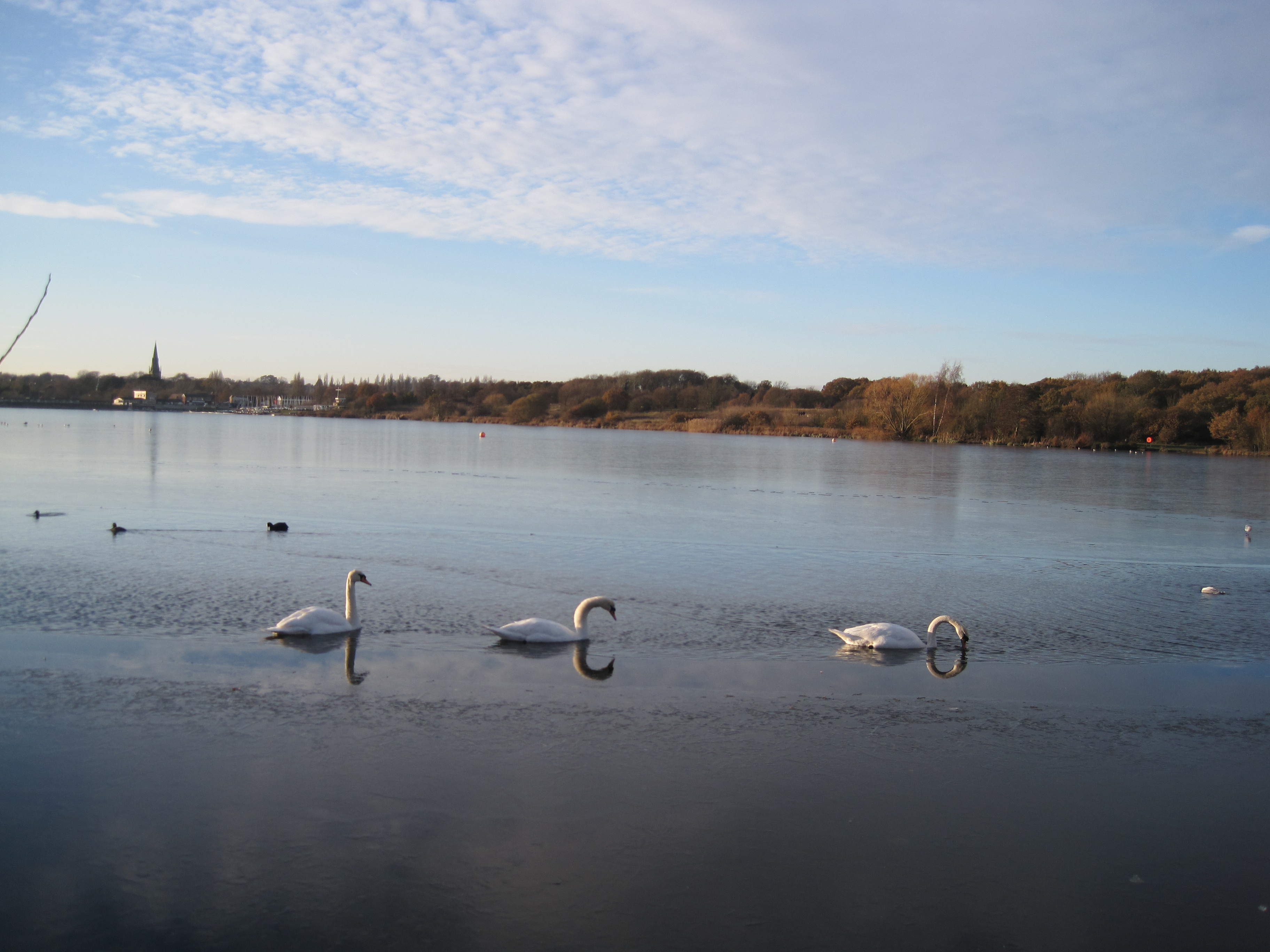
Vista desde la zona recreativa de Neasden de unos cisnes en el embalse de Brent

### Muelle de Brentford
El Brentford Dock, en el oeste de Londres, era un importante punto de transbordo entre el Great Western Railway (GWR) y las barcazas que recorrían el río Támesis. Las obras del edificio del Brentford Dock se iniciaron en 1855, siendo inaugurado formalmente en 1859. La dársena se remodeló en 1972 y ahora es la Marina de Brentford Dock y el Brentford Dock Estate.

### Embalse del Brent
El embalse del Brent (popularmente conocido como Embalse de Welsh Harp) se extiende a ambos lados del límite entre los distritos londinenses de Brent y Barnet, y es propiedad de British Waterways. El nombre informal tiene su origen en una taberna cercana llamada The Welsh Harp, que permaneció abierta hasta principios de la década de 1970.
Durante un estudio reciente, se capturó una gran cantidad de peces en el embalse y en las partes adyacentes del río Brent y Silk Stream, el 95% de los cuales eran rutilos (especie emparentada con las carpas). Sin embargo, la pesca está prohibida en el propio embalse.
Los planes para la construcción trazados en 1803 se abandonaron debido al costo, pero en 1820 no había suficiente agua para abastecer al Grand Union Canal y al Regent's Canal, por lo que bajo una Ley del Parlamento en 1819, el Regent's Canal decidió represar el río Brent y crear un embalse con el fin de garantizar un suministro de agua suficiente para sus canales durante los períodos de clima más seco.
Fue construido por William Hoof entre 1834 y 1835. El agua inundó gran parte del paraje de Cockman's Farm para abastecer al Regent's Canal en Paddington. Se llamaba "Embalse de Kingsbury" y sus 69 acres (279 233,3 m²) de superficie se extendían entre Old Kingsbury Church y Edgware Road. Hoof, a quien se adjudicó la licitación de la obra (incluida la construcción de un puente) recibió la suma de 2.740 libras y 6 chelines. En agosto de 1835, unos meses antes de su finalización, cuatro hermanos apellidados Sidebottom se ahogaron en el embalse tras un accidente.
El Grupo de Conservación Welsh Harp (WHCG) logró en 1972 paralizar un plan de desarrollo local. Organiza el trabajo de gestión, como la renovación anual de las balsas para los charranes y trabaja con los consejos de Brent y Barnet en la gestión del entorno del embalse, incluida la solicitud de subvenciones a la National Lottery.

## Parques y reservas naturales

### SICN del Arroyo Dollis inferior
Poco después de su nacimiento en Hendon, el río atraviesa el Brent Park (Hendon), y el parque y la primera parte del río hasta que pasa por debajo de la Línea Norte del Metro de Londres forman parte del Lower Dollis Brook, un Sitio de Interés para la Conservación de la Naturaleza (SICN) de Grado II.

### Parque del río Brent

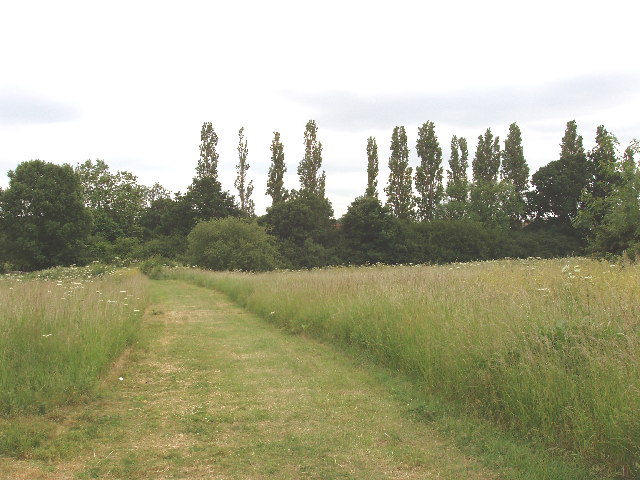
Brentham Meadows, en el parque del río Brent, en Ealing. Este espacio abierto se mantiene como un prado de heno, cortado una vez al año para que puedan prosperar las flores silvestres y los insectos. La foto está tomada desde donde la Western Avenue cruza el río Brent

El parqu del río Brent es uno de los espacios verdes urbanos más grandes de Londres. El paisaje natural se ha mejorado recientemente a través del Proyecto Río Brent, y se han propuesto planes adicionales para futuras mejoras. En 2008 se abrió un nuevo sendero para bicicletas y se dispusieron áreas de conservación de la vida silvestre. El espacio comunitario de los terrenos del parque junto al río del municipio mejorará su idoneidad para la práctica informal de deportes de equipo en los próximos años. Los espacios también son populares entre los paseadores de perros locales, los niños que salen a jugar y los amantes de la naturaleza locales.
La totalidad del área del parque del río Brent ahora está designada como una zona de conservación de la naturaleza, y fue tan popular que recibió el sello de aprobación de la alcaldía de Londres, dotado con 400.000 libras para proyectos y mejoras de parques en 2009, a través del programa para los Parques Prioritarios del Oeste de Londres gestionado por la asamblea de alcaldes. El parque ahora está lleno de flora y fauna, junto con sus prados adyacentes, siendo notables sus colonias de murciélagos.

### Perivale East Meadow y Pitshanger Riverside Meadows
Los tres prados de Longfield/Perivale East Meadow y Pitshanger Riverside Meadows (parte de Brent River Park) con riberas naturales forman parte del terreno inundable del río Brent, hogar de ánades reales, pollas de agua, martines pescadores y lavanderas grises. Igualmente, se pueden ver garzas en el río. Así mismo, el río pasa por Perivale Park, donde también se han avistado algunas garzas.

### Parque de Tokyngton
El río Brent también pasa por el Parque de Tokyngton, en Brent. El extenso trabajo de prevención de inundaciones llevado a cabo durante las décadas de 1940 y 1970 llevó a que esta sección del río se rectificara y se confinara entre muros de hormigón. Por lo tanto, el río dejó de tener valor recreativo para la población local, mientras que la calidad del hábitat de la vida silvestre era deficiente. Durante 1999, se formó una asociación entre las autoridades locales, la agencia ambiental, grupos comunitarios y empresas de la zona, con el fin de introducir mejoras en el parque tanto para las personas como para la vida silvestre.
Se puede acceder al parque localmente a pie o a través de una ruta peatonal urbana oficial desde la estación de tren de Hanwell y Brent Lodge Park; así como desde el Metro de Perivale o el servicio de autobús 95. Los lugares de estacionamiento de automóviles son abundantes en las calles adyacentes a la estación de tren de Hanwell. Para volver al inicio de la caminata, se puede tomar el autobús 95 desde Western Avenue hasta Greenford Red Lion, y luego el autobús E3 hasta la estación de tren de Hanwell. Existen zonas de baño público en Brent Lodge Park.

### Brent Lodge Park y Churchfields
Brent Lodge Park (o BLP) y Churchfields, que se encuentra en el parque del río Brent, se ha convertido en un enclave verde dentro del entorno urbano de Ealing. El parque está bordeado por el río Brent al oeste y al sur, y se ha convertido en uno de los lugares favoritos de los lugareños para ir en busca de tranquilidad y relajación.
El parque fue reconocido con una Bandera Verde de la Unión Europea en 2009. La Brent River and Canal Society y el guardaparques local Tony Ord cuidan del parque. Se puede acceder al parque desde la estación de tren de Hanwell por la E3 y la E1 en Greenford Avenue, luego las paradas 83, 92, 195, 207, 282, 427 y 607 en Uxbridge Road y en el Hospital de Ealing, o una corta caminata hasta la entrada en el terreno junto al hospital o a través del Campo de Golf de West Middlesex. El estacionamiento de vehículos está limitado dentro del estacionamiento al final de Church Road, y está restringido durante el verano y los fines de semana. El parque del hospital es para uso exclusivo del personal del hospitalario, los pacientes y los visitantes.
Contiene baños públicos, una cafetería, un centro de animales y un laberinto millennium (una espiral trazada con losas de piedra sobre el césped). Los extensos prados de heno y los grandes árboles lo convierten en un excelente lugar para observar muchas formas de fauna y flora.

### Paseo junto al río Wembley
Un paseo público junto al río (paseo junto al río Wembley) conduce a Estadio de Wembley. El recorrido circular por el río Brent y el Grand Union Canal y las rutas y paseos de la red ciclista de Ealing siguen parte del río Brent, siempre cerca de caminos y carreteras fácilmente accesibles.

## Edificios notables

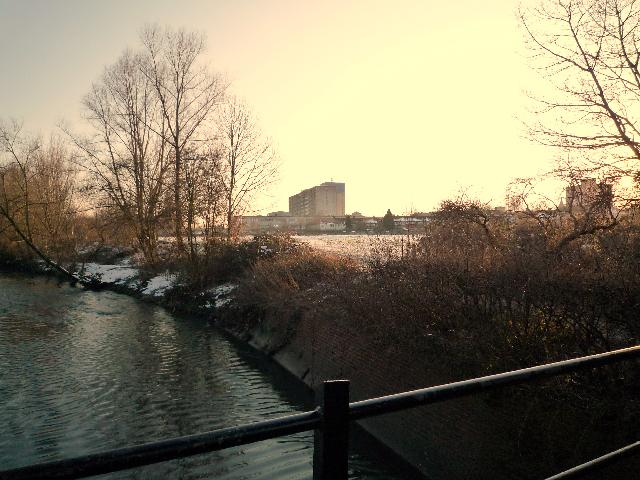
El Hospital de Ealing desde el río Brent

El Hospital de Ealing fue reconstruido cerca de las orillas del río Brent en la década de 1970, en el mismo sitio que el Hospital de St Bernard, que databa de 1832 (como el Asilo de Hanwell).
Dentro de los límites del Parque de Brent Lodge y Churchfields existe un establo catalogado de Grado 2 (que contiene un centro de animales), que son los únicos restos de una antigua casa solariega lamentablemente quemada en la década de 1930.

## Cuestiones ambientales

### Contaminación
El río Brent estuvo gravemente contaminado desde 1886 debido al vertido de aguas residuales procedentes de las fábricas de caucho y de la industria petrolera en sus orígenes. El aumento más reciente en la tasa de tráfico motorizado también se ha convertido en una de las principales razones de la contaminación registrada aguas arriba de la actualidad.
Los altos volúmenes evacuados por la red de saneamiento habían acabado con las truchas en Brentford a principios de la década de 1920, y hubo que esperar hasta la Segunda Guerra Mundial para que en la década de 1940 se limpiara el río y el alcantarillado se dirigiese a un colector enterrado. Las truchas comenzaron a reaparecer en el cauce en la década de 1990.
La calidad del agua río arriba en el Brent y la contaminación urbana difusa, que ha afectado a los niveles biológicos de oxígeno en Ealing
y el área de Brent, se ha visto de nuevo afectada por la contaminación urbana difusa y las malas conexiones de drenaje a partir de 2010.
El Silk Stream seguía recibiendo al menos el vertido de una estación de tratamiento de aguas residuales en 2010.
Cuando se reclamó a la compañía Thames Water en 2010 que reemplazara una tubería de saneamiento colapsada en Queens Walk, en Ealing, se descubrió que un tramo de casas unifamiliares no se habían conectado correctamente al sistema de alcantarillado cuando se construyeron en 2000; y durante 10 años, sus aguas residuales habían llegado directamente al río Brent. Sarah Mills, portavoz de la Agencia de Mediambiente, dijo: "Se descubrió que aproximadamente ocho o nueve casas adosadas estaban mal conectadas, lo que Thames Water ha informado que habría ocurrido cuando se construyeron alrededor del año 2000".
Una fuga de alcantarillado posterior, pero afortunadamente mucho más pequeña, se produjo en un lugar cercano el 3 de abril de 2011.

### Trabajos de alcantarillado y laminado de inundaciones
La ejecución de motas (terraplenes de tierra seca también denominados diques de contención) se llevó a cabo en la mayor parte del curso principalmente en el siglo XX. Su anchura podía minimizarse gracias al agua retenida por las instalaciones de alimentación de los canales navegables. El curso medio del río había tenido una profundidad de 5 pies (1,5 m), y se elevó a 14 pies (4,3 m) cuando se registraron inundaciones locales. Las labores para evitar el desbordamiento del río se ha llevado a cabo principalmente desde la década de 1940 hasta la de 1970, como en el Tokyngton Park de Brent. La sección de Brentford ha sido modificada, limpiada y dragada varias veces desde finales del siglo XIX.
El río Brent, el entorno de su parque y el área circundante estuvieron a punto de convertirse en la década de 1970 en una sección más del plan de prevención de inundaciones para Ealing del Consejo del Gran Londres. Las obras de prevención de inundaciones del Brent finalmente se completaron en la década de 1980.
Las inundaciones intermitentes en la década de 1970 causaron daños significativos a los edificios en el área de Costons Lane de Greenford y a las carreteras y zonas verdes. La entonces controvertida propuesta era canalizar el Brent hacia un canal de hormigón de unos 75 pies (22,9 m) de ancho, posiblemente cubierto con una losa también de hormigón.
La solución planteada permite que las llanuras aluviales naturales, lejos de las viviendas, las carreteras y los senderos ribereños, absorban el flujo excesivo de agua para reducir las cotas de inundación a través de la infiltración del agua al subsuelo.
Se planeó descubrir partes del curso del río que habían estado enterradas mediante estructuras de hormigón durante la mayor parte del siglo XX para revitalizar el área en 2008.

## Regeneración ambiental

### La Sociedad del Canal y el Río Brent (BRCS)

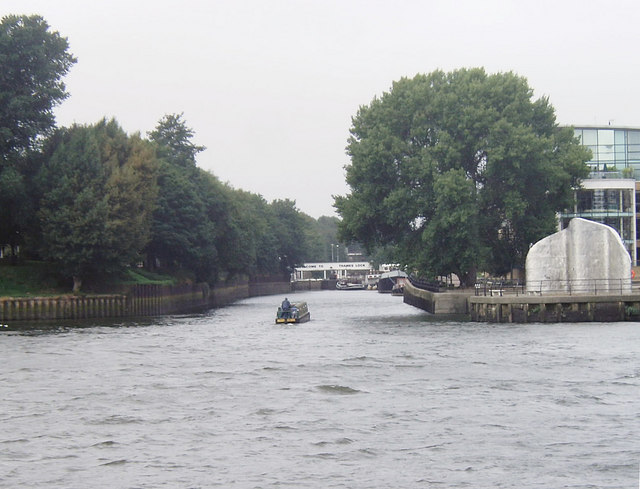
Confluencia de los ríos Támesis y Brent. La barcaza motorizada se dirige por el Brent río arriba. Desde este punto hasta Hanwell, el Brent ha sido canalizado y comparte su curso con la línea principal del Grand Union Canal. Desde Hanwell, el río se puede rastrear hasta varias fuentes en el área de Barnet.
El grupo de voluntarios de la Sociedad del Río Brent y del Canal (BRCS) fue fundado en 1972 por varios residentes de Hanwell, dirigidos por Luke Fitzherbert, bajo el paraguas de la Sociedad de Preservación de Hanwell, que había tomado la iniciativa durante dos años de limpiar el río de la basura vertida.

La sociedad hizo una campaña vigorosa en la década de 1970 para la creación del Parque del río Brent, que se estableció en 1975, salvando la zona al incorporarla en ese momento a los planes para la prevención de inundaciones del Consejo del Gran Londres previstos en Ealing. En su mayoría, se habían ideado proyectos para resolver las extensas inundaciones que se producían periódicamente en las áreas de Perivale y de Ealing. Las obras se completaron en la década de 1980. En última instancia, esto ayudó a lograr los objetivos de la Brent River and Canal Society de un paseo urbano continuo centrado en el curso del río desde Hanger Lane hasta Brentford. El primer paseo se denominó Fitzherbert Walk, que discurre junto al río desde Hanwell Bridge en Uxbridge Road hasta donde el río se une al Grand Union Canal inaugurado en 1983 y recibió su nombre del activista social Luke Fitzherbert. En 1985 se abrió un nuevo sendero debajo del viaducto de Wharncliffe en Hanwell, formando parte del Capital Ring integrado en los National Footpaths.

### Proyectos comunitarios locales
Se realizó una operación de recogida de basura los días 19 y 20 de agosto de 2010 en el parque de Brent Lodge, en Hanwell. Los voluntarios recogieron la basura del río y las orillas con el fin de mejorar el área para los visitantes del parque y la vida silvestre. La limpieza iba a ser seguida por algunas actividades divertidas para las familias de 1:00 p. m. a 5:00 p. m., incluido un chapuzón en el río y refrigerios.
Los niños en edad escolar de la Escuela de la Comunidad de Alperton también participaron en un plan de actividades ciudadanas junto con la Agencia de medioambiente, para recordar a las personas que no contaminen el Wealdstone Brook y el río Brent a través del mal uso de la red urbana de drenaje de aguas pluviales en la que no es infrecuente que se arroje basura y desechos como el aceite de los motores, amenazando la supervivencia de la fauna piscícola.
En febrero de 2011 se lanzaron varios proyectos comunitarios para limpiar el río Brent, con el fin de reducir el riesgo de daños en las zonas de desove.

### Proyecto de regeneración del río Brent

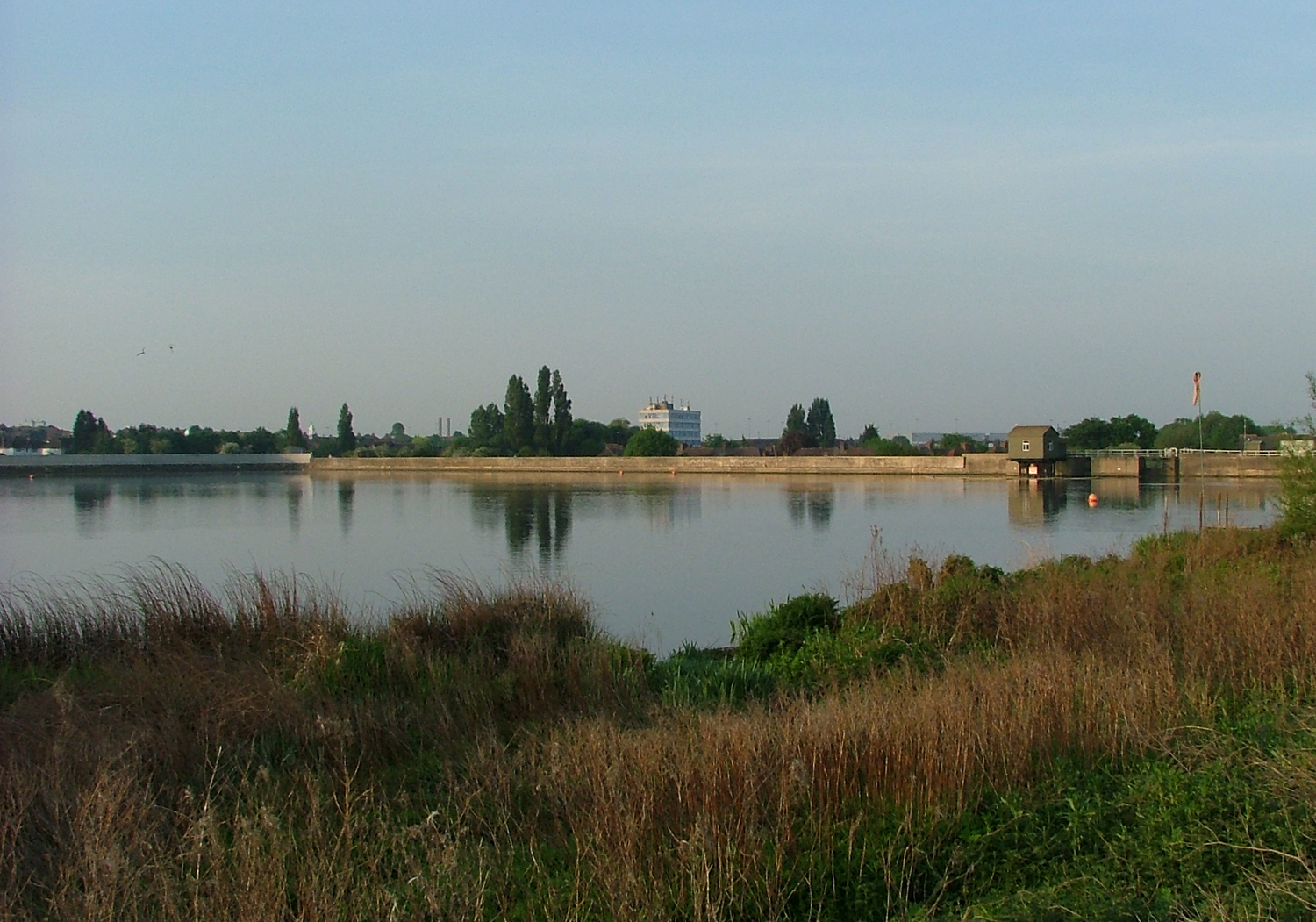
Embalse del Brent

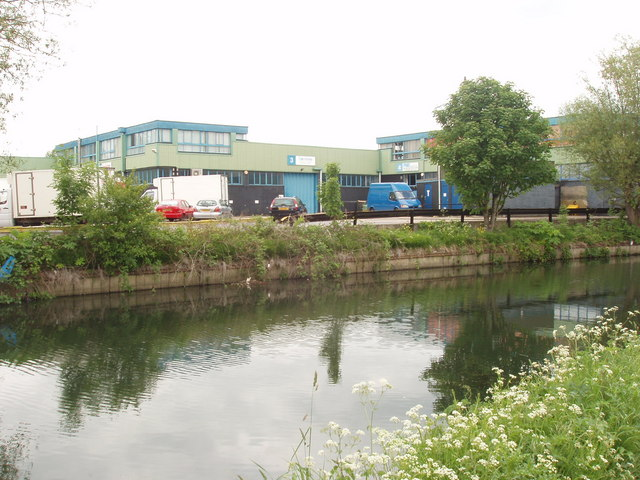
El Centro de Negocios del Río Brent visto desde el Grand Union Canal. En la foto aparecen Cole-Parmer Instrument Co en el n.º 3, y PAG Sheet Metal en el n.º 4

El Proyecto de regeneración del río Brent tiene como objetivo mejorar el medio ambiente local, el hábitat de la vida silvestre y la prevención de inundaciones.
| Localización del proyecto                    | Objetivo principal                                   |
| -------------------------------------------- | ---------------------------------------------------- |
| Boston Manor                                 | biodiversidad                                        |
| Hanwell meander                              | pesca deportiva                                      |
| Greenford                                    | defensa ribereña                                     |
| Brent Loge Park                              | renovación urbana                                    |
| Tokyngton Park                               | renovación urbana                                    |
| Wemberley industrial estate                  | calentamiento global                                 |
| Kingsbury Park                               | biodiversidad                                        |
| Gadder brook                                 | hábitat                                              |
| Brent Cross                                  | calentamiento global                                 |
| Embalse de Brent (paisaje acuático y juncal) | hábitat                                              |
| Golders’ Green                               | laminación de avenidas                               |
| River Brent Business Park                    | laminación de avenidas                               |
| Silk stream (amarradero)                     | biodiversidad                                        |
| Wealdstone brook                             | renovación urbana                                    |
| Edgware brook                                | biodiversidad                                        |
| Barnet                                       | drenaje industrial                                   |
| Edgware Park FSA                             | prevención de inundaciones                           |
| Mill Hill                                    | aguas residuales domésticas y laminación de avenidas |
| Burry Farm FSA                               | prevención de inundaciones                           |
| Belvedere Way, Kenton                        | obra de drenaje a cielo abierto                      |

#### Trabajos en Tokyngton Park, Brent
El extenso trabajo de prevención de inundaciones realizado durante las décadas de 1940 y 1970 condujo a que esta sección del río en Tokynton Park en Brent, se rectificara y quedara confinada en un cajero de hormigón. Por lo tanto, el río perdió su valor recreativo para la población local, mientras que la calidad del hábitat de la vida silvestre era deficiente. Durante 1999, se formó una asociación local entre la autoridad local, la agencia ambiental, grupos comunitarios y empresas de la zona, para introducir mejoras en el parque tanto para las personas como para la vida silvestre.
Se esperaba que esto proporcionara una nueva oportunidad para reintroducir la vida silvestre en el río y mejorara la calidad del medio ambiente local, al liberar al río de sus muros de hormigón y crear un atractivo espacio público abierto. Se quitaría la canalización y el revestimiento de hormigón del río existente y se modificaría el curso del río para crear nuevos meandros en el área media de la zona del parque del río. La eliminación de algunas rutas existentes y la provisión de nuevas y la provisión de algunos nuevos elementos de mobiliario urbano y un gazebo (un templete) fijo de plástico reforzado con vidrio también se acometerán en futuros planes. También se intentará enfatizar en la participación comunitaria en el proyecto local.

### El desarrollo de Brent Cross Cricklewood
Según los planes para el desarrollo de Brent Cross Cricklewood, el río Brent (que en 2011 se encontraba confinado en un canal de hormigón de 40 años de antigüedad) y su afluente el Clitterhouse Stream, serían restaurados a un estado más natural, modificando su trazado e incorporando un humedal de carácter ambiental y un paseo público junto al río. El riesgo de inundación se reducirá mediante la restauración de la planicie de desbordamiento y la adición de un sistema de drenaje sostenible, incluyendo cubiertas ajardinadas y pavimentación permeable al agua para reducir la escorrentía superficial y, por lo tanto, el desbordamiento del río fuertes lluvias. También estaba previsto que se diseñarán nuevos puentes sobre el río para que se bloqueasen con menos facilidad durante los episodios de caudales extraordinarios. Según la Agencia de Medioambiente del Gobierno del Reino Unido, el desarrollo brindará oportunidades para adaptar el entorno al cambio climático y brindará a la comunidad una zona recreativa atractiva y mejores espacios para la vida silvestre. Las entidades involucradas en la actuación eran Scott Wilson Group, RPS, ERM Consultants, Joseph Partners y el Municipio de Barnet.

## Inundaciones notables
El registro de inundación más antiguo es de 1682.
- 1682: Una tormenta de lluvia muy violenta, acompañada de truenos y relámpagos, provocó una inundación repentina que causó grandes daños a la ciudad de Brentford. Todo el lugar quedó anegado, barcas de remos circulaban arriba y abajo por las calles, y varias casas y otros edificios fueron arrastrados por la fuerza de las aguas.[51]: 39–58
- 1841: Brentford se inundó cuando el embalse del Brent se desbordó, abriéndose una brecha en la presa de tierra. Una ola de agua espumosa y rugiente barrió el curso del río llevándose todo a su paso, causando numerosas muertes.[52]
- 1976 y 1977: en el verano, Gran Bretaña experimentó una sequía y un calor inusual y las compañías de agua declararon que los embalses vacíos tardarían seis o siete años en recuperarse. El siguiente agosto, un período lluvioso fue seguido por un día y una noche de lluvia torrencial amenazó con hacer desbordar el embalse de Brent. Las autoridades se vieron obligadas a abrir las compuertas al máximo en el momento de mayor volumen con el fin de evitar costosas inundaciones por desbordamiento, después de haber estado sometidas a la presión general tendente a mantener al máximo la reserva para el suministro de agua. Más adelante, antes de que el río se desbordara aguas abajo en muchas secciones, ciertas alcantarillas locales se desbordaron, algunas hacia las casas. Las calles, incluidas las carreteras principales, estaban anegadas, y los trenes locales bloqueados. Cientos de casas y negocios tuvieron que cerrar un tiempo hasta completar su limpieza, con amplia cobertura de prensa.
- 2007: En agosto, fuertes lluvias provocaron un breve episodio de inundaciones repentinas en Brentford y Hanwell, que afectaron a la red de carreteras, a la línea ferroviaria de rodeo de Hounslow y al metro de Londres.
- 2009: El 30 de noviembre, la Agencia de Medio Ambiente advirtió a los residentes del peligro de inundación por el desbordamiento del río Brent desde Hendon a Brentford, después de un día de lluvias intensas. Varios locales se inundaron temporalmente en Brentford y Perivale.[53]

## En literatura y poesía
El poeta laureado John Betjeman en su poema "Middlesex":

Middlesex
Gentle Brent, I used to know you

Wandering Wembley-wards at will,

Now what change your waters show you

In the meadowlands you fill!

Recollect the elm-trees misty

And the footpaths climbing twisty

Under cedar-shaded palings,

Low laburnum-leaned-on railings

Out of Northolt on and upward to the heights of Harrow hill.
Middlesex
Gentil Brent, solía conocerte

Vagando por el distrito de Wembley a voluntad,

¡Ahora qué cambio muestran tus aguas

en las praderas que llenas!

Recuerda los olmos brumosos

Y los senderos subiendo sinuosos

Bajo empalizadas de cedro,

Barandilla baja adosada de laburno

Fuera de Northolt y hacia arriba hasta las alturas de la colina de Harrow.
John Betjeman

La personificación antropomórfica del río aparece como una de las hijas de Mama Thames en la novela Rivers of London.

## Imágenes

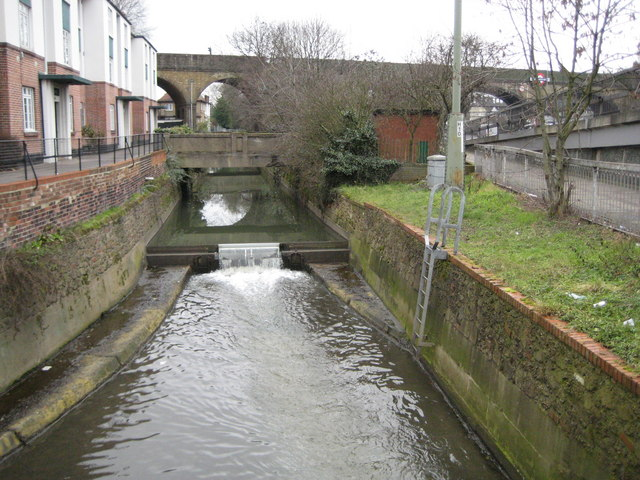
El río Brent en Brent Cross. Una pequeña presa retiene el caudal de la cabecera a medida que el río fluye hacia el embalse de Brent.
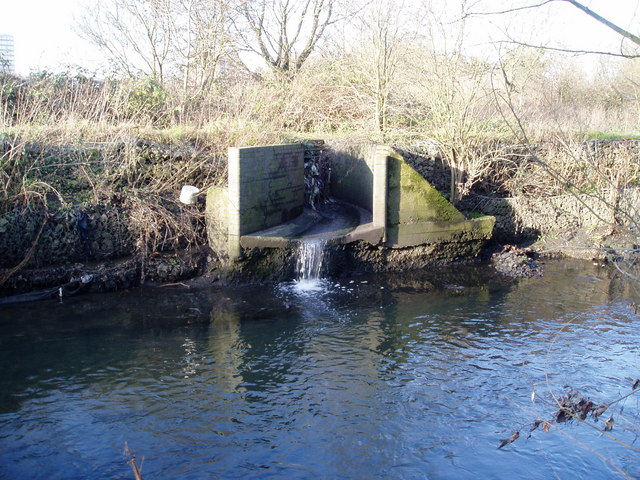
Un drenaje de agua superficial desemboca en el río Brent en la margen derecha.
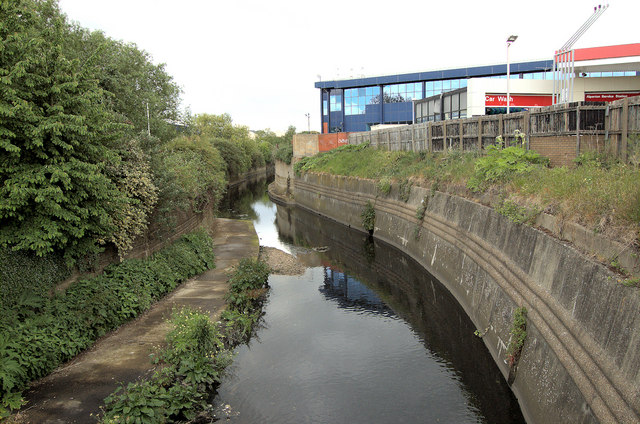
El río Brent en Vicar's Bridge, Alperton. Aquí, el río sirve como límite para dos distritos londinenses: Ealing (orilla izquierda) y Brent (orilla derecha).
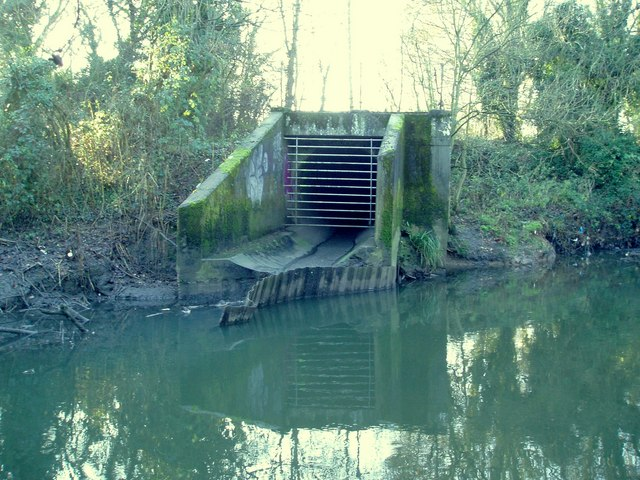
Un agua superficial supuesta desagüe que descarga en el río.
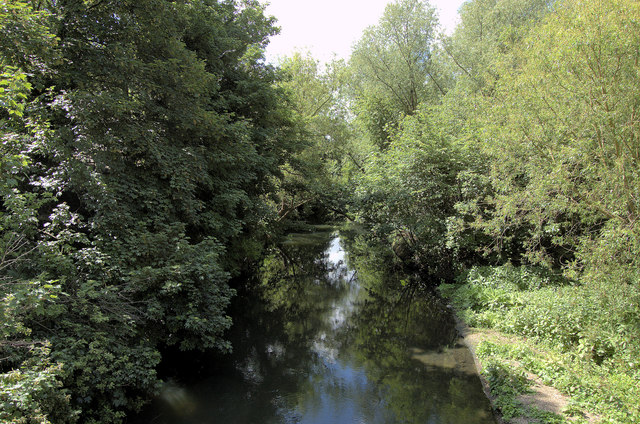
El río Brent en Hanwell Bridge,  Hanwell, W7 Ver 205141 para ver la vista desde el puente en el lado opuesto de la carretera.
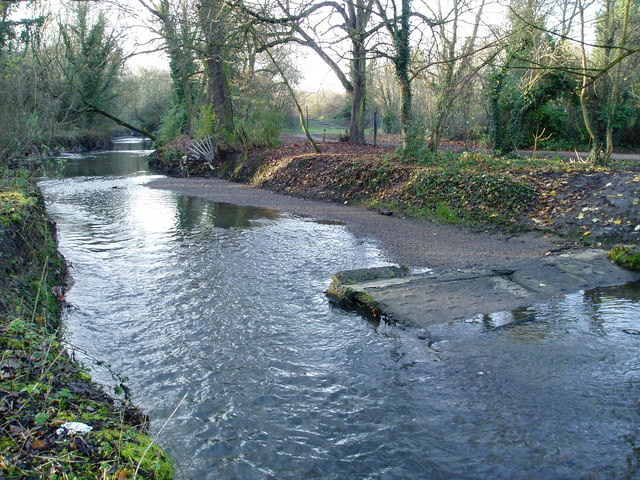
Restos de una presa en el río Brent Mirando hacia el oeste desde la orilla derecha.
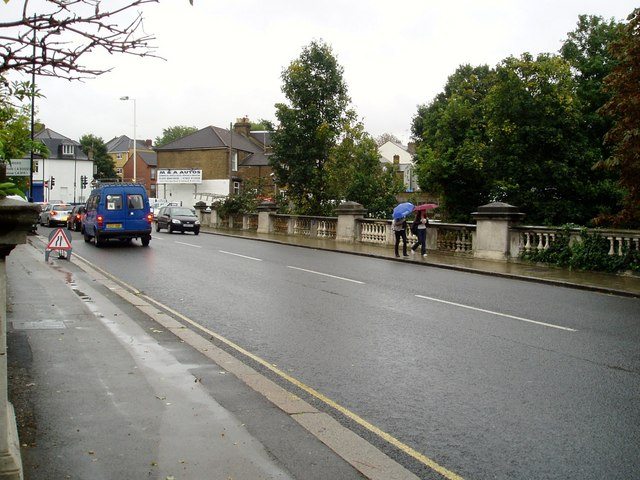
Hanwell Bridge, Uxbridge Road al cruzar el río Brent, mirando hacia el este.
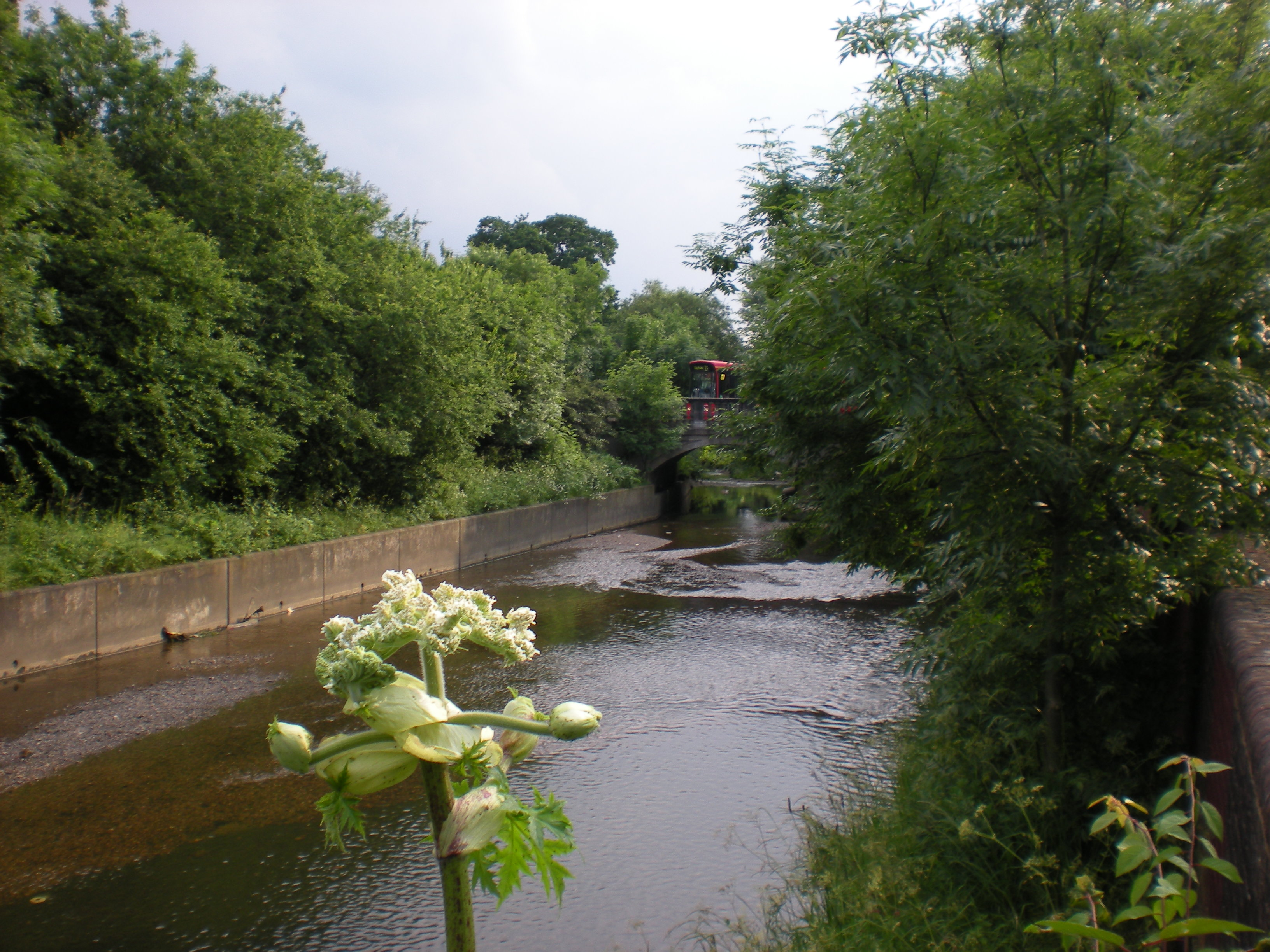
El río Brent cerca de Greenford.